# Илия Илиев (футболист)
Вижте пояснителната страница за други личности с името Илия Илиев.
Илия Илиев е бивш български футболист, атакуващ халф.
Като състезател се отличава с голяма работоспособност и техника, като често бележи голове.
Илиев прави първите си стъпки във футбола в школата на Септември (София). През годините играе за отборите на Литекс (Ловеч), Спартак (Варна), руския Терек (Грозни), Марек (Дупница), Славия (София), Локомотив (Мездра), Сливен 2000.

## Кариера
Кариерата му започва в Септември (София). Минава през школата на клуба и впоследствие над 6 сезона носи екипа на първия тим. През 2000 г. преминава в Литекс, но изиграва едва 10 мача.
След това преминава в руския Терек Грозни. Вкарва 3 гола в 19 мача. От 2003 до 2006 играе в Марек Дупница. След това преминава в Славия. През 2008 е закупен от новакът Локомотив (Мездра). След първият полусезон в А група е водещ голмайстор с 8 гола.
През декември 2008 г. преминава в Сливен 2000. През сезон 2009/10 е изваден от отбора. Става известен, когато осъжда Българския футболен съюз, затова, че арбитражният съд го оставя собственост на Сливен, при положение, че е доказал неполучаването на 4 заплати. Районният съд в Сливен разтрогва договора на играча с мотив, че арбитражният съд няма право да отсъжда по дела, които са от трудово-правен характер.
Дни след присъдата, през февруари 2010 г., Илиев подписва отново със Славия (София).
На 14 декември 2011 г. Илиев преминава в отбора на Ботев (Враца). До края на сезон 2011/12 е твърд титуляр. Записва 15 мача, в които бележи 3 гола и е с основен принос за запазването на елитния статут на Ботев. Преди сезон 2012/13 е определен за капитан на отбора.

## Успехи
Литекс (Ловеч)
- Вицешампион 2001 – 02

Купа на България (1) 2001